# Армани
Джорджо Армани С.П.А. (на италиански: Giorgio Armani S.P.A.) е марка, създадена от Джорджо Армани в Милано през 1975 г. заедно с неговия приятел Серджио Галиоти с капитал от 10 000 щ.д. Марката днес има много продукти в области включващи аксесоари, козметика, аромати, интериорни мебели, бижута, часовници, очила, цветя, книги и сладкиши. Тя групира 12 различни линии:
- Giorgio Armani Privé
- Giorgio Armani
- Armani Collezioni
- Emporio Armani
- Armani Jeans
- Armani Exchange A/X
- Armani Junior
- Armani Baby
- Armani Casa
- Armani Dolci
- Armani Fiori
- Armani Libri

В края на 2005 г. продажбите на Армани достигат 1,69 млрд. долара. Днес Армани дава работа на близо 4700 души и притежава 13 фабрики навсякъде по света, както и около 300 магазина в 36 страни. През 2001 г. компанията намери място във висшата мода под името Giorgio Armani Privé. През 2006 г. Арамани се присъединява към EMAAR (Недвижима дубайска общност), за да лансира своята луксозна хотелска верига ARMANI Hotels в многобройни градове като Лондон, Париж, Ню Йорк, Токио, Шанхай, Дубай и Милано. С начален чист капитал от 10 000 щ.д. днес компанията регистрира приходи повече от 1 млрд.

## Линии

### Giorgio Armani Privé
Това е линията на Армани за висша мода, представяна по време на модната седмица в Париж. Създадените модели са направени да бъдат носени само по време на дефилето и не се продават в магазините, но някои от тях могат да бъдат придобити на една средно висока цена. Това е удоволствие, достъпно само за определен брой жени по света.

### Giorgio Armani
Това е най-скъпата линия на Армани, която е в продажба в 75 бутика „Армани“ по света. Армани също инвестира в индустрията на луксозното ресторантьорство. Има 14 на брой Emporio Armani и Armani Jeans кафенета по света. В Хон Конг се намира също и Армани бар, а двата нови ресторанта Нобу и Приве ги има на много места по света. Под знака на Армани съществуват също и книжарница (Armani Libri), както и цветарски магазин (Armani Fiori). Има и завод за сладкарски изделия, познат под името Armani Dolci. Последната най-слабо разпространена линия се продава главно в най-големите магазини на Армани като например този в Милано.

### Armani Collezioni
Това е линия с високо качество на твореца Джорджо Армани. Тя е по-скъпа от Armani Exchange, Armani Jeans и Emporio Armani, но по-евтина от готовата конфекция Giorgio Armani (понякога наричана Armani 'Black Label') или от колекциите висша мода Armani Privé. Типично тази линия е предназначена за по-възрастни клиенти, които поставят акцент върху класически артикули с високо качество.

### Emporio Armani
Това е линията на Армани, вдъхновена най-много от младостта и е насочена към жените на средна възраст. Това е най-разпространената марка от тази империя и е на трето място по цена от линиите Армани. Продуктите Emporio Armani включват готова конфекция, слънчеви очила и очила с диоптър, парфюми от марката l'Oréal, както и аксесоари и часовници. За нея се счита, че е с отлично качество, както Armani Exchange или Armani Jeans, но е по-евтина от Armani Collezioni или Giorgio Armani.

### Armani Jeans
Това е една от линиите с най-ниска цена, създадена е през 1981 г. от Джорджо Армани. Тя не се продава само в магазини носещи логото на Армани, а най-вече при назависими прекупвачи, въпреки че съществуват 15 магазина Armani Jeans. По отношение на дизайна дрехите от тази линия не са обозначени дискретно със знака на Армани, а притежават големи лога, което е характерно при други големи марки. Използваните цветове са доста по-различни от тези в линията Armani Exchange.

### Armani Exchange
Създадена през 1991 г., линията Armani Exchange (често наричана A|X) е насочена към младите клиенти, към подрастващите, както и към тези на средна възраст. Тази линия е близо до градския и модерен стил, с артикулите си готова конфекция. Това са предимно тениски, дънки, блузи поло и спортни анораци. Armani Exchange e най-достъпна от останалите линии Армани, но дълго време е представяна само в САЩ. Навлизането на тази линия в Европа започва от Англия.

### Armani Casa
Armani Casa e колекцията от мебели на Армани. В нея се включват лампи, мебели, както и кухненско и холово обзавеждане. Тази интериорна линия е много скъпа.
Съществуват също и линия дрехи за деца, наречена Armani Junior, козметични продукти Armani Cosmetics, както и хотелската верига Armani Hotels.
В резултат на осъществени връзки с големи компании като Samsung и Мерцедес, се появяват съответно мобилен телефон под знака Армани и кабриолет „CLK“, който предстои да бъде продаван в лимитирана серия.